# Cantó de Crèvecœur-le-Grand
El cantó de Crèvecœur-le-Grand és un cantó francès del departament de l'Oise, situat al districte de Beauvais. Té 20 municipis i el cap és Crèvecœur-le-Grand.

## Municipis
- Auchy-la-Montagne
- Blancfossé
- Catheux
- Choqueuse-les-Bénards
- Conteville
- Cormeilles
- Crèvecœur-le-Grand
- Le Crocq
- Croissy-sur-Celle
- Doméliers
- Fontaine-Bonneleau
- Francastel
- Le Gallet
- Lachaussée-du-Bois-d'Écu
- Luchy
- Maulers
- Muidorge
- Rotangy
- Le Saulchoy
- Viefvillers

## Història
| Data d'elecció                           | Identitat      | Partit                                  | Qualitat |
| ---------------------------------------- | -------------- | --------------------------------------- | -------- |
| 1945-1959                                | Maurice Cottin | RPF, després RS                         |          |
| 1959-1985                                | Jean Natali    | divers droite, després UDR, després RPR |          |
| 1985-2004                                | Pierre Varlet  | RPR, després UMP                        |          |
| 2004-                                    | André Coët     | UMP                                     |          |
| les dades anteriors no són pas conegudes |                |                                         |          |
|                                          |                |                                         |          |

## Demografia
| A partir de 1990: Població sense dobles comptes |